# Prunum monile
Prunum monile is een slakkensoort uit de familie Marginellidae. De wetenschappelijke naam werd gepubliceerd in 1758 door Carl Linnaeus in de tiende editie van Systema naturae.